# ウィルフレッド・ストークス
ウィルフレッド・ストークス（英: Sir Frederick Wilfrid Scott Stokes KBE、1860年4月9日 - 1927年2月7日）はイギリス人の技術者。
1915年にストークス・モーターという迫撃砲を発明した。
この功績によって大英帝国勲章ナイト・コマンダー（司令官騎士)を授与された。
また、ストークス・モーターの砲弾一発につき1ポンドの権利金をイギリス国防省から受け取ることで巨額の財産を築いた。